# Errina
Errina is een geslacht van neteldieren uit de familie van de Stylasteridae.

## Soorten
- Errina adornata Cairns, 2015
- Errina altispina Cairns, 1986
- Errina antarctica (Gray, 1872)
- Errina aspera (Linnaeus, 1767)
- Errina atlantica Hickson, 1912
- Errina australis Cairns & Zibrowius, 2013
- Errina bicolor Cairns, 1991
- Errina boschmai Cairns, 1983
- Errina capensis Hickson, 1912
- Errina chathamensis Cairns, 1991
- Errina cheilopora Cairns, 1983
- Errina cochleata Pourtalès, 1867
- Errina cooki Hickson, 1912
- Errina cyclopora Cairns, 1983
- Errina dabneyi (Pourtalès, 1871)
- Errina dendyi Hickson, 1912
- Errina fissurata Gray, 1872
- Errina gracilis von Marenzeller, 1903
- Errina irregularis (Nielson, 1919) †
- Errina japonica Eguchi, 1968
- Errina kerguelensis Broch, 1942
- Errina labrosa Pica, Cairns & Puce, 2015
- Errina laevigata Cairns, 1991
- Errina laterorifa Eguchi, 1964
- Errina macrogastra Marenzeller, 1904
- Errina novaezelandiae Hickson, 1912
- Errina reticulata Cairns, 1991
- Errina sinuosa Cairns, 1991